# Football Club Lorient-Bretagne Sud 2014-2015
Questa voce raccoglie le informazioni riguardanti il Football Club Lorient-Bretagne Sud nelle competizioni ufficiali della stagione 2014-2015.

## Stagione
Dopo undici stagioni si consuma l'addio tra il Lorient e l'allenatore Christian Gourcuff, il quale accetta l'incarico di commissario tecnico dell'Algeria. Il suo posto in panchina viene preso dal vice-allenatore Sylvain Ripoll.

## Maglie e sponsor
Lo sponsor tecnico per la stagione 2014-2015 è Adidas, mentre lo sponsor ufficiale è B&B Hotels. La prima maglia è arancione con banda superiore a forma triangolare nera, calzoncini e calzettoni arancioni. La seconda maglia è bianca con inserti neri, mentre la terza maglia è nera con inserti bianchi.

## Organigramma societario
Area direttiva
- Presidente: Loïc Féry
- Amministratore delegato: Sébastien Guillin
- Direttore generale: Arnaud Tanguy

Area organizzativa
- Segretario generale: Sébastien Guillin

Area comunicazione
- Responsabile: Thierry Hubac

Area tecnica
- Direttore sportivo:
- Allenatore: Sylvain Ripoll
- Allenatore in seconda: Loïc Féry
- Preparatori atletici: Florian Simon, Régis Boy
- Preparatore dei portieri: Patrick L'Hostis

Area sanitaria
- Medico sociale: Vincent Detaille
- Massaggiatori: Régis Boytaux, David Le Gall

## Rosa
| N. |                       | Ruolo | Calciatore         |
| -- | --------------------- | ----- | ------------------ |
| 1  | Francia (bandiera)    | P     | Benjamin Lecomte   |
| 2  | Francia (bandiera)    | D     | Lamine Koné        |
| 3  | Portogallo (bandiera) | D     | Pedrinho           |
| 4  | Francia (bandiera)    | D     | Vincent Le Goff    |
| 5  | Gabon (bandiera)      | D     | Bruno Ecuele Manga |
| 6  | Francia (bandiera)    | D     | François Bellugou  |
| 7  | Guinea (bandiera)     | A     | Sadio Diallo       |
| 8  | Francia (bandiera)    | C     | Yann Jouffre       |
| 9  | Camerun (bandiera)    | A     | Vincent Aboubakar  |
| 9  | Francia (bandiera)    | A     | Jordan Ayew        |
| 10 | Francia (bandiera)    | C     | Mathieu Coutadeur  |
| 11 | Gabon (bandiera)      | C     | Didier N'Dong      |
| 12 | Francia (bandiera)    | C     | Pierre Lavenant    |
| 13 | Francia (bandiera)    | C     | Rafidine Abdullah  |
| 14 | Francia (bandiera)    | D     | Raphaël Guerreiro  |
| 15 | Francia (bandiera)    | A     | Fabien Robert      |
| 16 | Francia (bandiera)    | P     | Fabien Audard      |
| 17 | Algeria (bandiera)    | C     | Walid Mesloub      |

| N. |                            | Ruolo | Calciatore        |
| -- | -------------------------- | ----- | ----------------- |
| 18 | Francia (bandiera)         | A     | Gilles Sunu       |
| 19 | Francia (bandiera)         | C     | Bryan Pelé        |
| 20 | Francia (bandiera)         | A     | Julien Quercia    |
| 21 | Burkina Faso (bandiera)    | C     | Alain Traoré      |
| 22 | Francia (bandiera)         | A     | Benjamin Jeannot  |
| 24 | Nuova Caledonia (bandiera) | D     | Wesley Lautoa     |
| 25 | Francia (bandiera)         | D     | Lamine Gassama    |
| 26 | Francia (bandiera)         | D     | Yoann Wachter     |
| 27 | Francia (bandiera)         | C     | Enzo Reale        |
| 28 | Francia (bandiera)         | C     | Maxime Barthelmé  |
| 30 | Francia (bandiera)         | P     | Florent Chaigneau |
| 31 | Francia (bandiera)         | A     | Valentin Lavigne  |
| 32 | Algeria (bandiera)         | C     | Mehdi Mostefa     |
| 33 | Costa d'Avorio (bandiera)  | D     | Cheick Touré      |
| 34 | Algeria (bandiera)         | C     | Rémi Mulumba      |
| 35 | Francia (bandiera)         | C     | Mathias Autret    |
| 39 | Belgio (bandiera)          | A     | Gianni Bruno      |

## Calciomercato

### Sessione estiva(dal 10/6 all'1/9)
| Acquisti | Acquisti          | Acquisti            | Acquisti                 |
| R.       | Nome              | da                  | Modalità                 |
| -------- | ----------------- | ------------------- | ------------------------ |
| P        | Benjamin Lecomte  | Digione             | fine prestito            |
| D        | François Bellugou | Nancy               | definitivo (1 milione €) |
| D        | Simon Falette     | Brest               | fine prestito            |
| D        | Cheick Touré      | Bourg-Péronnas      | fine prestito            |
| D        | Vincent Le Goff   | Istres              | definitivo               |
| C        | Sadio Diallo      | Rennes              | rinnovo prestito         |
| C        | Walid Mesloub     |                     | svincolato               |
| C        | Mehdi Mostefa     | Ajaccio             | definitivo               |
| C        | Rémi Mulumba      | Digione             | fine prestito            |
| A        | Mathias Autret    | Caen                | fine prestito            |
| A        | Jordan Ayew       | Olympique Marsiglia | definitivo (4 milioni €) |
| A        | Benjamin Jeannot  | Nancy               | definitivo (1 milione €) |

| Cessioni | Cessioni            | Cessioni            | Cessioni                   |
| R.       | Nome                | a                   | Modalità                   |
| -------- | ------------------- | ------------------- | -------------------------- |
| P        | Baptiste Reynet     | Digione             | prestito                   |
| D        | Maxime Baca         |                     | svincolato                 |
| D        | Grégory Bourillon   |                     | svincolato                 |
| D        | Maxence Derrien     | Avranches           | prestito                   |
| D        | Simon Falette       | Brest               | definitivo                 |
| D        | Bruno Ecuele Manga  | Cardiff City        | definitivo (6,3 milioni €) |
| C        | Larry Azouni        | Olympique Marsiglia | fine prestito              |
| C        | Cheick Doukouré     |                     | svincolato                 |
| C        | Rémi Mulumba        | Auxerre             | prestito                   |
| A        | Vincent Aboubakar   | Porto               | definitivo (3 milioni €)   |
| A        | Jérémie Aliadière   | Umm-Salal           | definitivo (400.000 €)     |
| A        | Kévin Monnet-Paquet |                     | svincolato                 |

### Sessione invernale(dal 3/1 al 2/2)
| Acquisti | Acquisti      | Acquisti | Acquisti   |
| R.       | Nome          | da       | Modalità   |
| -------- | ------------- | -------- | ---------- |
| C        | Didier N'Dong | Sfaxien  | definitivo |
| A        | Gianni Bruno  | Évian TG | prestito   |

| Cessioni | Cessioni     | Cessioni | Cessioni   |
| R.       | Nome         | a        | Modalità   |
| -------- | ------------ | -------- | ---------- |
| C        | Bryan Pelé   | Brest    | definitivo |
| C        | Enzo Reale   | Arles    | prestito   |
| C        | Alain Traoré | Monaco   | prestito   |

## Risultati

### Ligue 1

#### Girone d'andata
| Arbitro: | Buquet |

|                   |           |                                 |
| Falcao 78’ (rig.) | Marcatori | 9’ (rig.) Aboubakar 87’ Lavigne |

| Lorient 16 agosto 2014, ore 20:00 CEST 2ª giornata | Lorient | 0 – 0 referto | Nizza | Stade du Moustoir (13.885 spett.)\| Arbitro: \| Ennjimi \| |
| Arbitro:                                           | Ennjimi |               |       |                                                            |

| Arbitro: | Chapron |

|                         |           |  |
| Delaplace 58’ Kjaer 74’ | Marcatori |  |

| Arbitro: | Desiage |

|                                         |           |  |
| Jeannot 58’ Lavigne 80’, 90+3’ Ayew 82’ | Marcatori |  |

| Arbitro: | Fautrel |

|                 |           |  |
| Koné 44’ (aut.) | Marcatori |  |

| Arbitro: | Millot |

|  |           |               |
|  | Marcatori | 72’ Moukandjo |

| Arbitro: | Moreira |

|                                       |           |  |
| Lacazette 5’ Fekir 39’, 68’ N'Jie 50’ | Marcatori |  |

| Arbitro: | Lesage |

|  |           |                     |
|  | Marcatori | 2’ Koné 79’ Barbosa |

| Arbitro: | Lannoy |

|  |           |                               |
|  | Marcatori | 48’ (aut.) Peybernes 62’ Sunu |

| Arbitro: | Buquet |

|  |           |             |
|  | Marcatori | 87’ Lemoine |

| Arbitro: | Schneider |

|                              |           |                 |
| Nangis 3’ Duhamel 53’ (rig.) | Marcatori | 24’ (rig.) Ayew |

| Arbitro: | Thual |

|               |           |                         |
| Guerreiro 42’ | Marcatori | 60’ Cavani 68’ Bahebeck |

| Arbitro: | Bien |

|              |           |  |
| Henrique 89’ | Marcatori |  |

| Arbitro: | Delerue |

|               |           |  |
| Guerreiro 21’ | Marcatori |  |

| Arbitro: | Castro |

|                       |           |                                                   |
| Doumbia 23’ Pešić 70’ | Marcatori | 55’ Raphaël Guerreiro 57’ Jeannot 60’ (rig.) Ayew |

| Arbitro: | Millot |

|                 |           |           |
| Ayew 37’ (rig.) | Marcatori | 32’ Payet |

| Arbitro: | Kalt |

|                             |           |                         |
| Khazri 43’ Diabaté 64’, 66’ | Marcatori | 31’ Jeannot 50’ Le Goff |

| Arbitro: | Lesage |

|                                    |           |               |
| Ayew 13’ Guerreiro 37’ Jeannot 45’ | Marcatori | 46’ N'Gbakoto |

| Arbitro: | Schneider |

|          |           |                      |
| Ayew 73’ | Marcatori | 44’ Bammou 78’ Audel |

#### Girone di ritorno
| Arbitro: | Bien |

|                                                    |           |            |
| Bauthéac 30’ (rig.) Bosetti 60’ Carlos Eduardo 67’ | Marcatori | 6’ Jeannot |

| Arbitro: | Kalt |

|               |           |  |
| Guerreiro 59’ | Marcatori |  |

| Arbitro: | Chapron |

|                                      |           |                                         |
| Beauvue 19’, 76’ (rig.) Mandanne 69’ | Marcatori | 72’ (rig.) Jeannot 90+2’ (aut.) Lévêque |

| Lorient 31 gennaio 2015, ore 20:00 CET 23ª giornata | Lorient | – | Montpellier | Stade du Moustoir |

| Reims 7 febbraio 2015, ore 20:00 CET 24ª giornata | Stade Reims | – | Lorient | Stade Auguste Delaune |

| Lorient 14 febbraio 2015, ore ? CET 25ª giornata | Lorient | – | Olympique Lione | Stade du Moustoir |

| Annecy 21 febbraio 2015, ore ? CET 26ª giornata | Évian TG | – | Lorient | Parc des Sports |

| Lorient 28 febbraio 2015, ore ? CET 27ª giornata | Lorient | – | Bastia | Stade du Moustoir |

| Saint-Étienne 7 marzo 2015, ore ? CET 28ª giornata | Saint-Étienne | – | Lorient | Stade Geoffroy-Guichard |

| Lorient 14 marzo 2015, ore ? CET 29ª giornata | Lorient | – | Caen | Stade du Moustoir |

| Parigi 21 marzo 2015, ore ? CET 30ª giornata | Paris Saint-Germain | – | Lorient | Parc des Princes |

| Lorient 4 aprile 2015, ore ? CEST 31ª giornata | Lorient | – | Rennes | Stade du Moustoir |

| Nancy 12 aprile 2015, ore ? CEST 32ª giornata | Lens | – | Lorient | Stade Marcel Picot |

| Lorient 18 aprile 2015, ore ? CEST 33ª giornata | Lorient | – | Tolosa | Stade du Moustoir |

| Marsiglia 25 aprile 2015, ore ? CEST 34ª giornata | Olympique Marsiglia | – | Lorient | Stade Vélodrome |

| Lorient 3 maggio 2015, ore ? CEST 35ª giornata | Lorient | – | Bordeaux | Stade du Moustoir |

| Metz 9 maggio 2015, ore ? CEST 36ª giornata | Metz | – | Lorient | Stade Saint-Symphorien |

| Nantes 16 maggio 2015, ore ? CEST 37ª giornata | Nantes | – | Lorient | Stade de la Beaujoire |

| Lorient 23 maggio 2015, ore ? CEST 38ª giornata | Lorient | – | Monaco | Stade du Moustoir |

### Coppa di Francia

#### Fase a eliminazione diretta
| Arbitro: | Jochem |

|             |           |  |
| Diongue 59’ | Marcatori |  |

### Coppa di Lega

#### Fase a eliminazione diretta
| Arbitro: | Turpin |

|         |           |                      |
| Wass 7’ | Marcatori | 15’ Lavigne 73’ Ayew |

| Arbitro: | Bastien |

|  |           |             |
|  | Marcatori | 48’ Hamouma |

## Statistiche

### Statistiche di squadra
| Competizione     | Punti | In casa | In casa | In casa | In casa | In casa | In casa | In trasferta | In trasferta | In trasferta | In trasferta | In trasferta | In trasferta | Totale | Totale | Totale | Totale | Totale | Totale | DR |
| Competizione     | Punti | G       | V       | N       | P       | Gf      | Gs      | G            | V            | N            | P            | Gf           | Gs           | G      | V      | N      | P      | Gf     | Gs     | DR |
| ---------------- | ----- | ------- | ------- | ------- | ------- | ------- | ------- | ------------ | ------------ | ------------ | ------------ | ------------ | ------------ | ------ | ------ | ------ | ------ | ------ | ------ | -- |
| Ligue 1          | 43    | 19      | 6       | 5       | 8       | 17      | 17      | 19           | 6            | 2            | 11           | 27           | 33           | 38     | 12     | 7      | 19     | 44     | 50     | -6 |
| Coppa di Francia | -     | -       | -       | -       | -       | -       | -       | 1            | 0            | 0            | 1            | 0            | 1            | 1      | 0      | 0      | 1      | 0      | 1      | -1 |
| Coppa di Lega    | -     | 1       | 0       | 0       | 1       | 0       | 1       | 1            | 1            | 0            | 0            | 2            | 1            | 2      | 1      | 0      | 1      | 2      | 2      | 0  |
| Totale           | -     | 20      | 6       | 5       | 9       | 17      | 18      | 21           | 7            | 2            | 12           | 29           | 35           | 41     | 13     | 7      | 21     | 46     | 53     | -7 |

### Andamento in campionato
| Giornata  | 1 | 2 | 3  | 4 | 5 | 6  | 7  | 8  | 9  | 10 | 11 | 12 | 13 | 14 | 15 | 16 | 17 | 18 | 19 | 20 | 21 | 22 | 23 | 24 | 25 | 26 | 27 | 28 | 29 | 30 | 31 | 32 | 33 | 34 | 35 | 36 | 37 | 38 |
| --------- | - | - | -- | - | - | -- | -- | -- | -- | -- | -- | -- | -- | -- | -- | -- | -- | -- | -- | -- | -- | -- | -- | -- | -- | -- | -- | -- | -- | -- | -- | -- | -- | -- | -- | -- | -- | -- |
| Luogo     | T | C | T  | C | T | C  | T  | C  | T  | C  | T  | C  | T  | C  | T  | C  | T  | C  | C  | T  | C  | T  | C  | T  | C  | T  | C  | T  | C  | T  | C  | T  | C  | T  | C  | T  | T  | C  |
| Risultato | V | N | P  | V | P | P  | P  | P  | V  | P  | P  | P  | P  | V  | V  | N  | P  | V  | P  | P  | V  | P  | N  | V  | N  | P  | V  | P  | V  | P  | P  | N  | P  | V  | N  | V  | N  | P  |
| Posizione | 5 | 6 | 12 | 6 | 8 | 11 | 17 | 17 | 14 | 15 | 17 | 18 | 20 | 17 | 15 | 16 | 17 | 14 | 15 | 16 | 14 | 15 | 17 | 16 | 16 | 17 | 17 | 17 | 15 | 17 | 17 | 16 | 18 | 16 | 15 | 14 | 16 | 16 |

Fonte:  Classements, su lfp.fr, LFP.
Legenda:

Luogo: C = Casa; T = Trasferta. Risultato: V = Vittoria; N = Pareggio; P = Sconfitta.

### Statistiche dei giocatori
| Giocatore    | Ligue 1  | Ligue 1 | Ligue 1     | Ligue 1    | Coppa di Francia Coppa di Lega | Coppa di Francia Coppa di Lega | Coppa di Francia Coppa di Lega | Coppa di Francia Coppa di Lega | Totale   | Totale | Totale      | Totale     |
| Giocatore    | Presenze | Reti    | Ammonizioni | Espulsioni | Presenze                       | Reti                           | Ammonizioni                    | Espulsioni                     | Presenze | Reti   | Ammonizioni | Espulsioni |
| ------------ | -------- | ------- | ----------- | ---------- | ------------------------------ | ------------------------------ | ------------------------------ | ------------------------------ | -------- | ------ | ----------- | ---------- |
| R. Abdullah  | 13       | 0       | 4           | 0          | 0+1                            | 0                              | 0                              | 0                              | 14       | 0      | 4           | 0          |
| V. Aboubakar | 2        | 1       | 1           | 0          | -                              | -                              | -                              | -                              | 2        | 1      | 1           | 0          |
| F. Audard    | 0        | 0       | 0           | 0          | -                              | -                              | -                              | -                              | 0        | 0      | 0           | 0          |
| M. Autret    | 5        | 0       | 0           | 0          | 1+1                            | 0                              | 0                              | 0                              | 7        | 0      | 0           | 0          |
| J. Ayew      | 17       | 6       | 5           | 0          | 0+2                            | 0+1                            | 0                              | 0                              | 19       | 7      | 5           | 0          |
| M. Barthelmé | 8        | 0       | 0           | 0          | 0+1                            | 0                              | 0                              | 0                              | 9        | 0      | 0           | 0          |
| F. Bellugou  | 6        | 0       | 1           | 0          | 1+1                            | 0                              | 0                              | 0                              | 8        | 0      | 1           | 0          |
| D. Bouanga   | 1        | 0       | 0           | 0          | 0+1                            | 0                              | 0                              | 0                              | 2        | 0      | 0           | 0          |
| G. Bruno     | 2        | 0       | 0           | 0          | -                              | -                              | -                              | -                              | 2        | 0      | 0           | 0          |
| F. Chaigneau | 0        | 0       | 0           | 0          | 0+2                            | 0-2                            | 0                              | 0                              | 2        | 0      | 0           | 0          |
| M. Coutadeur | 11       | 0       | 1           | 0          | 0+1                            | 0                              | 0                              | 0                              | 12       | 0      | 1           | 0          |
| S. Diallo    | 10       | 0       | 0           | 0          | 1+1                            | 0                              | 1+0                            | 0                              | 12       | 0      | 1           | 0          |
| M. Gakpa     | 2        | 0       | 0           | 0          | -                              | -                              | -                              | -                              | 2        | 0      | 0           | 0          |
| L. Gassama   | 17       | 0       | 2           | 0          | 0                              | 0                              | 0                              | 0                              | 17       | 0      | 2           | 0          |
| R. Guerreiro | 22       | 5       | 1           | 0          | 1+1                            | 0                              | 0                              | 0                              | 24       | 5      | 1           | 0          |
| B. Jeannot   | 20       | 5       | 0           | 0          | 0+2                            | 0                              | 0                              | 0                              | 22       | 5      | 0           | 0          |
| Y. Jouffre   | 9        | 0       | 1           | 0          | -                              | -                              | -                              | -                              | 9        | 0      | 1           | 0          |
| L. Koné      | 17       | 0       | 3           | 0          | 0+1                            | 0                              | 0                              | 0                              | 18       | 0      | 3           | 0          |
| W. Lautoa    | 13       | 0       | 4           | 0          | 0+1                            | 0                              | 0                              | 0                              | 14       | 0      | 4           | 0          |
| V. Lavigne   | 13       | 3       | 0           | 0          | 0+1                            | 0+1                            | 0                              | 0                              | 14       | 4      | 0           | 0          |
| P. Lavenant  | -        | -       | -           | -          | 0                              | 0                              | 0                              | 0                              | 0        | 0      | 0           | 0          |
| B. Lecomte   | 22       | -32     | 0           | 0          | 1+0                            | -1-0                           | 0                              | 0                              | 23       | -33    | 0           | 0          |
| V. Le Goff   | 13       | 1       | 0           | 0          | 1+1                            | 0                              | 0                              | 0                              | 15       | 1      | 0           | 0          |
| B.E. Manga   | 3        | 0       | 0           | 1          | -                              | -                              | -                              | -                              | 3        | 0      | 0           | 1          |
| W. Mesloub   | 16       | 0       | 1           | 0          | 1+1                            | 0                              | 0                              | 0                              | 18       | 0      | 1           | 0          |
| M. Mostefa   | 15       | 0       | 3           | 0          | 1+0                            | 0                              | 0                              | 0                              | 16       | 0      | 3           | 0          |
| R. Mulumba   | 0        | 0       | 0           | 0          | -                              | -                              | -                              | -                              | 0        | 0      | 0           | 0          |
| D. N'Dong    | -        | -       | -           | -          | -                              | -                              | -                              | -                              | -        | -      | -           | -          |
| Pedrinho     | 6        | 0       | 1           | 0          | 1+2                            | 0                              | 0                              | 0                              | 9        | 0      | 1           | 0          |
| B. Pelé      | 10       | 0       | 0           | 0          | 1+2                            | 0                              | 0                              | 0                              | 13       | 0      | 0           | 0          |
| F. Robert    | 3        | 0       | 0           | 0          | 0+1                            | 0                              | 0                              | 0                              | 4        | 0      | 0           | 0          |
| E. Reale     | -        | -       | -           | -          | 1+1                            | 0                              | 0                              | 0                              | 2        | 0      | 0           | 0          |
| J. Quercia   | -        | -       | -           | -          | -                              | -                              | -                              | -                              | -        | -      | -           | -          |
| G. Sunu      | 16       | 1       | 2           | 0          | 1+0                            | 0                              | 0                              | 0                              | 17       | 1      | 2           | 0          |
| A. Traoré    | 3        | 0       | 0           | 0          | 0+1                            | 0                              | 0                              | 0                              | 4        | 0      | 0           | 0          |
| C. Touré     | 0        | 0       | 0           | 0          | -                              | -                              | -                              | -                              | 0        | 0      | 0           | 0          |
| Y. Watcher   | 8        | 0       | 0           | 0          | 1+2                            | 0                              | 0                              | 0                              | 11       | 0      | 0           | 0          |